# Boehmeria taquetii
Boehmeria taquetii là loài thực vật có hoa trong họ Tầm ma. Loài này được Nakai mô tả khoa học đầu tiên năm 1914.